# Martin Lund
Pour les articles homonymes, voir Lund.
Martin Lund, né en 1979 à Oslo, est un réalisateur norvégien.

## Filmographie
- 2004 : Home Game (Hjemmekamp)
- 2007 : Selected Shorts#5: Comedy Shorts (vidéo)
- 2009 : Pistasj
- 2010 : Twigson mène l'enquête (Knerten gifter seg)
- 2012 : The Almost Man (Mer eller mindre mann)
- 2013 : The Games (Kampen) (série TV, 4 épisodes, 2013-2014)
- 2019 : Psychobitch

## Récompenses et distinctions
- Festival international du film de Karlovy Vary 2012 : Globe de cristal pour The Almost Man